# WSB1
WSB1‏ (WD repeat and SOCS box containing 1) هوَ بروتين يُشَفر بواسطة جين WSB1 في الإنسان. يشترك هذا البروتين في هوية تسلسل عالية مع بروتينات الفئران والدجاج. يحتوي على العديد من تكرارات WD التي تغطي معظم البروتين وصندوق مثبط لإشارات السيتوكين في النهاية الكربوكسيلية. وقد عُثر على متغيرات نسخية موصولة بشكل بديل تشفر نظائر بروتينية متماثلة مميزة لهذا الجين.